# النقوب (الشرية)

تعديل مصدري - تعديل

النقوب هي إحدى قرى عزلة آل غنيم بمديرية الشرية التابعة لمحافظة البيضاء، بلغ تعداد سكانها 239 نسمة حسب تعداد اليمن لعام 2004.